# Lijst van personen uit Košice
Dit is een (onvolledige) lijst van personaliteiten die in de Slowaakse stad Košice geboren werden, er verbleven hebben of er opmerkelijke daden hebben gesteld.

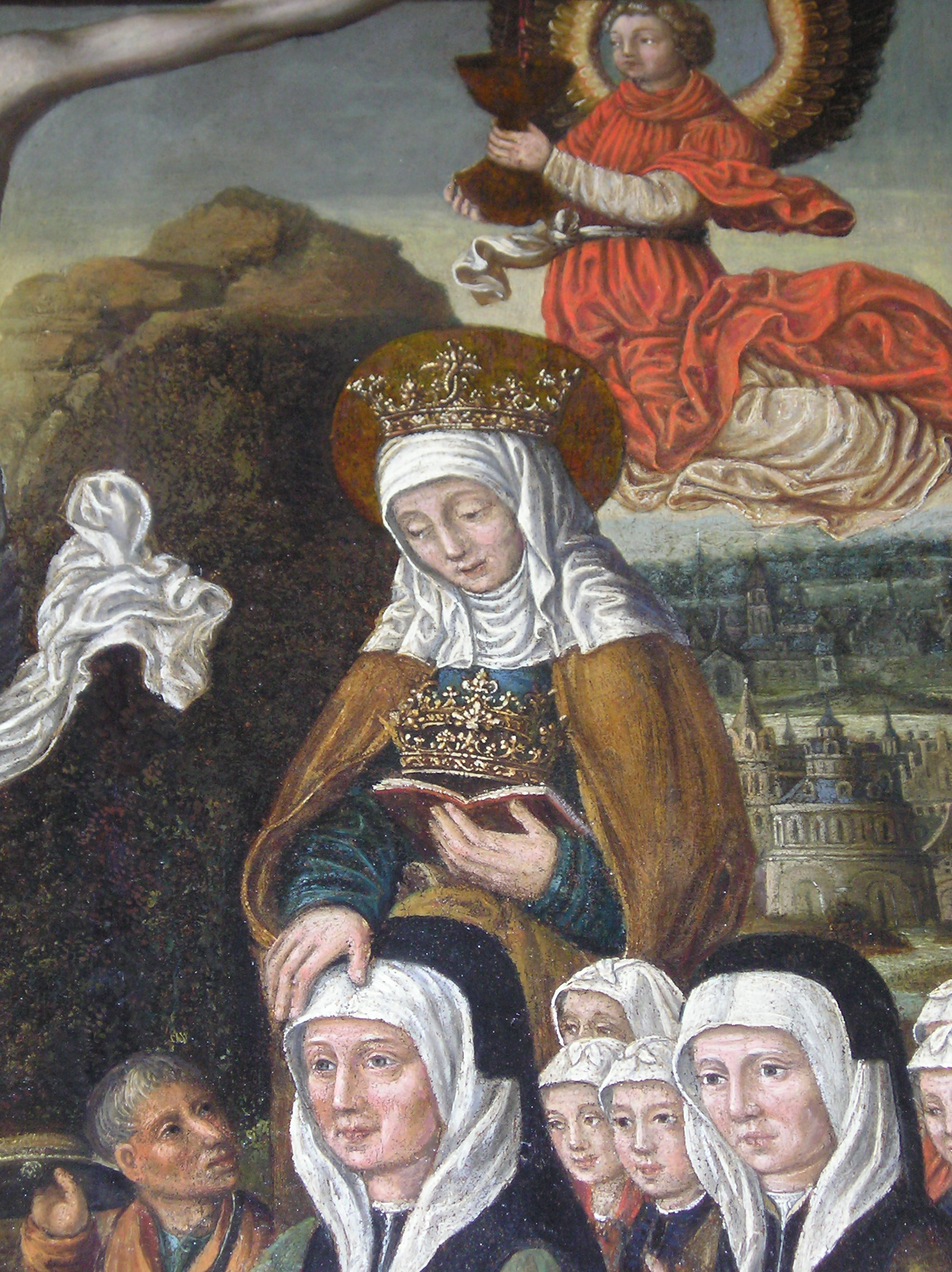
Elisabeth van Thüringen.
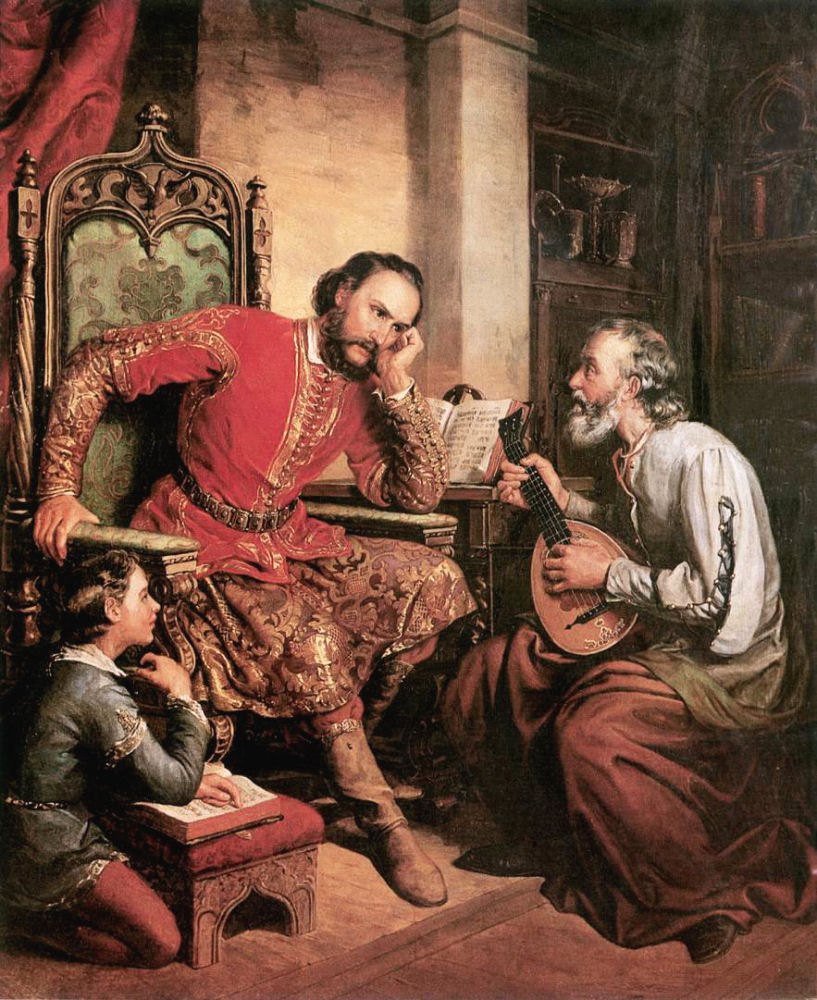
Dichter Sebastiaan Tinódi Lantos.
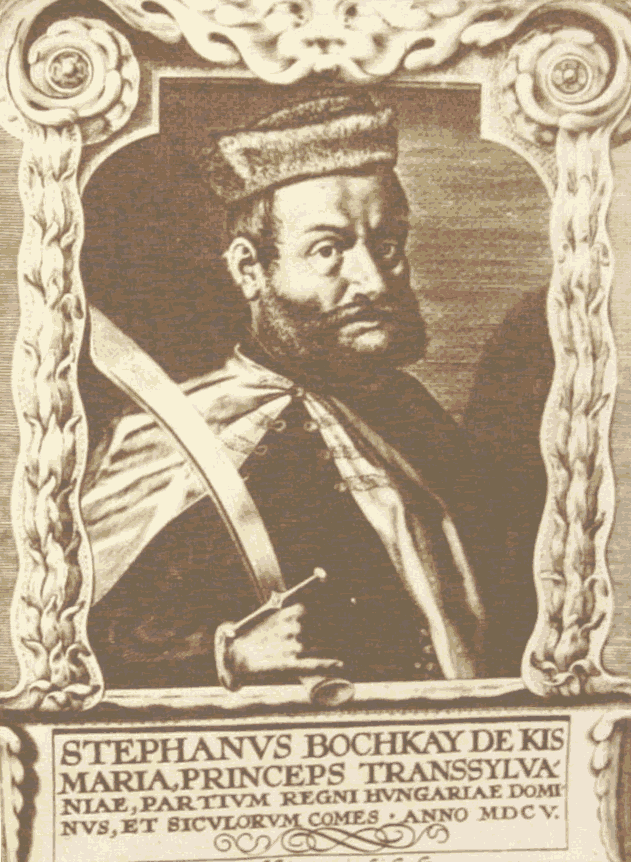
Prins István Bocskai.
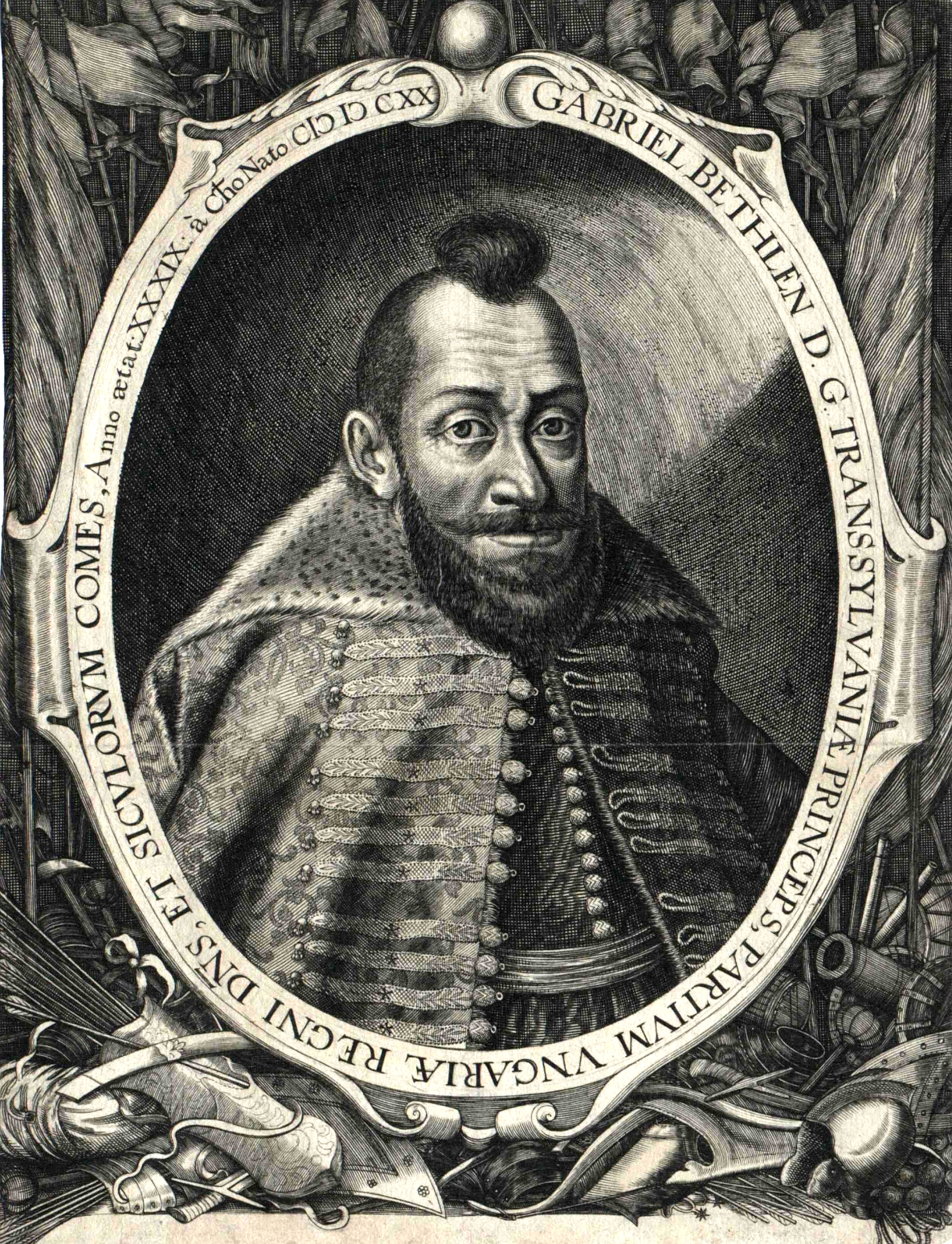
Prins Gabriël Bethlen.
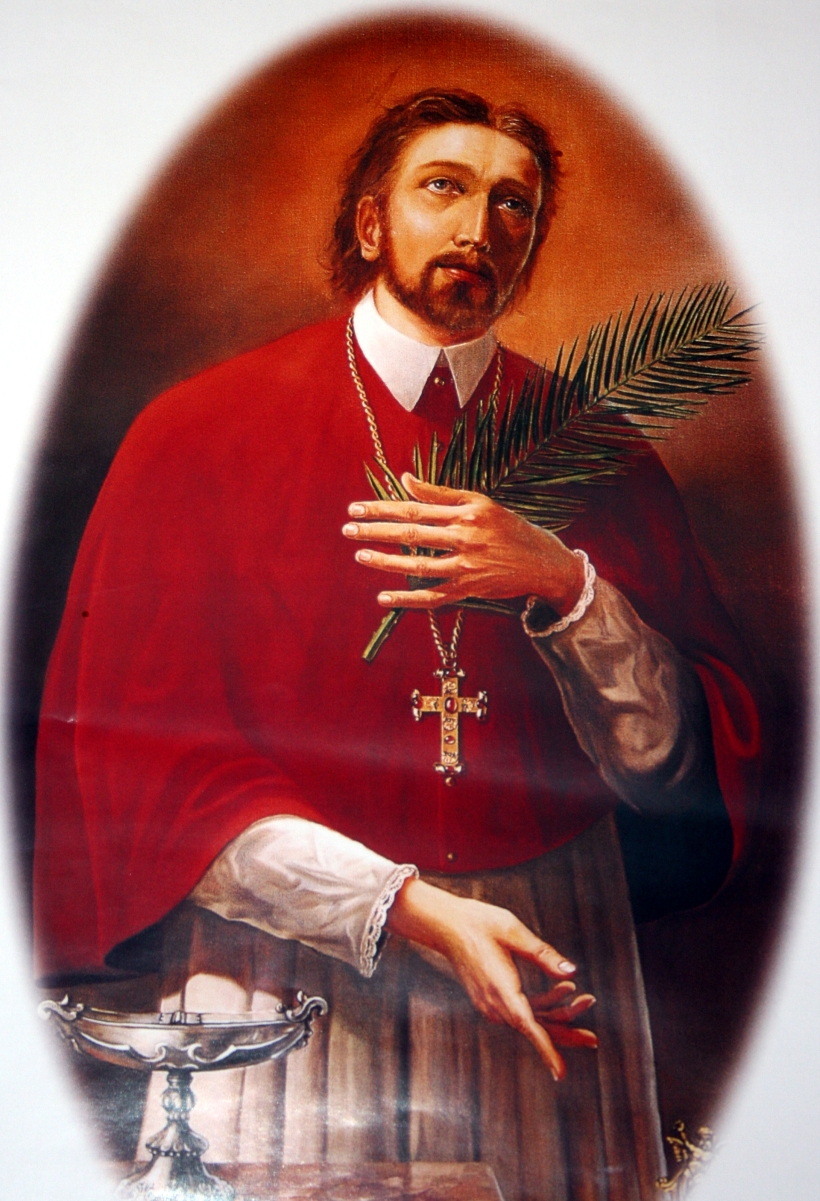
Martelaar Marko Krizin.
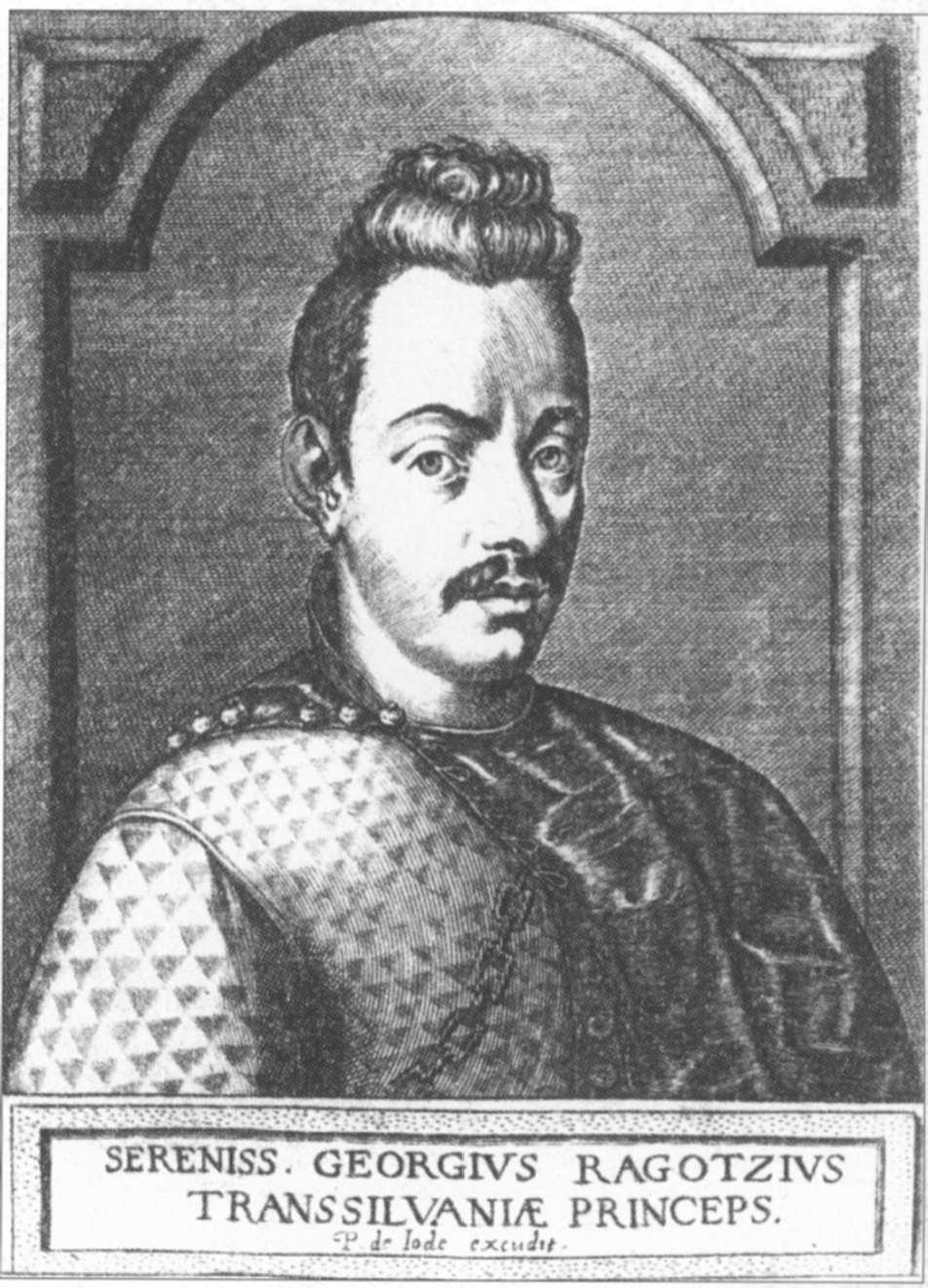
Prins monarch George II Rákóczi.
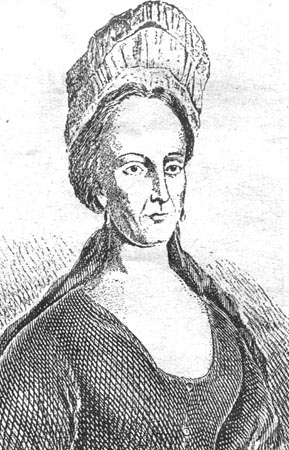
Gravin Sophia Báthory.
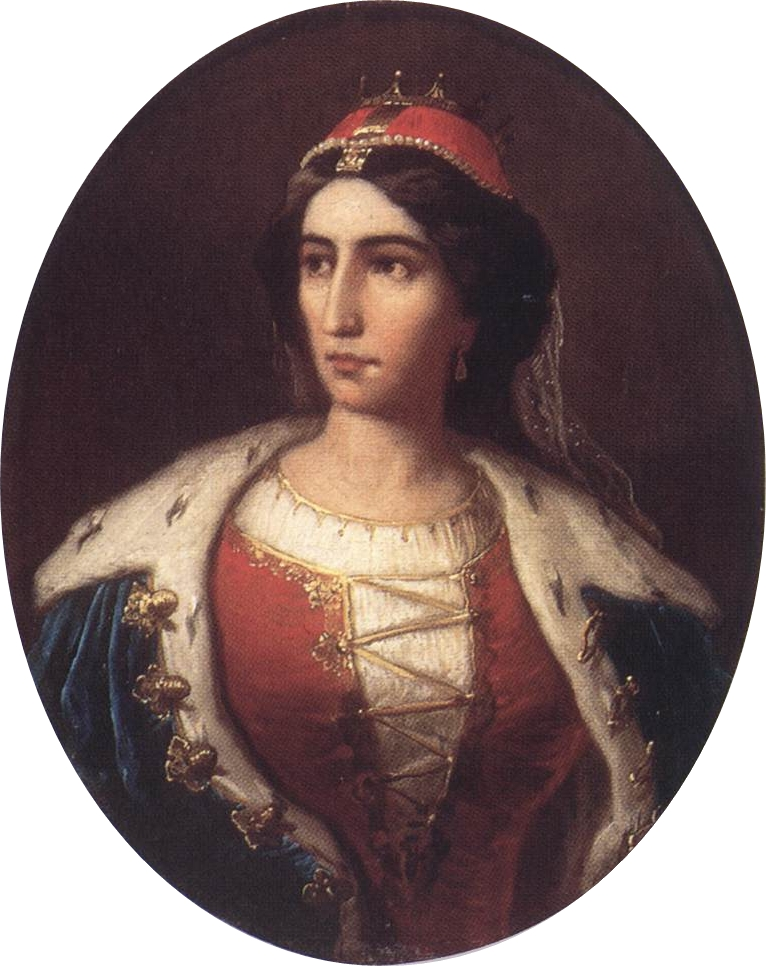
Gravin Helena Zrínska.
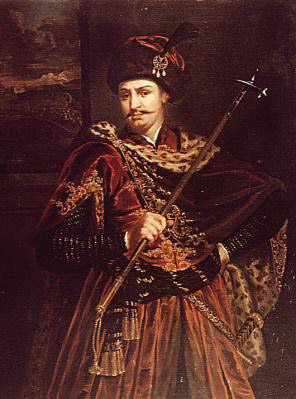
Prins Imre Thököly.
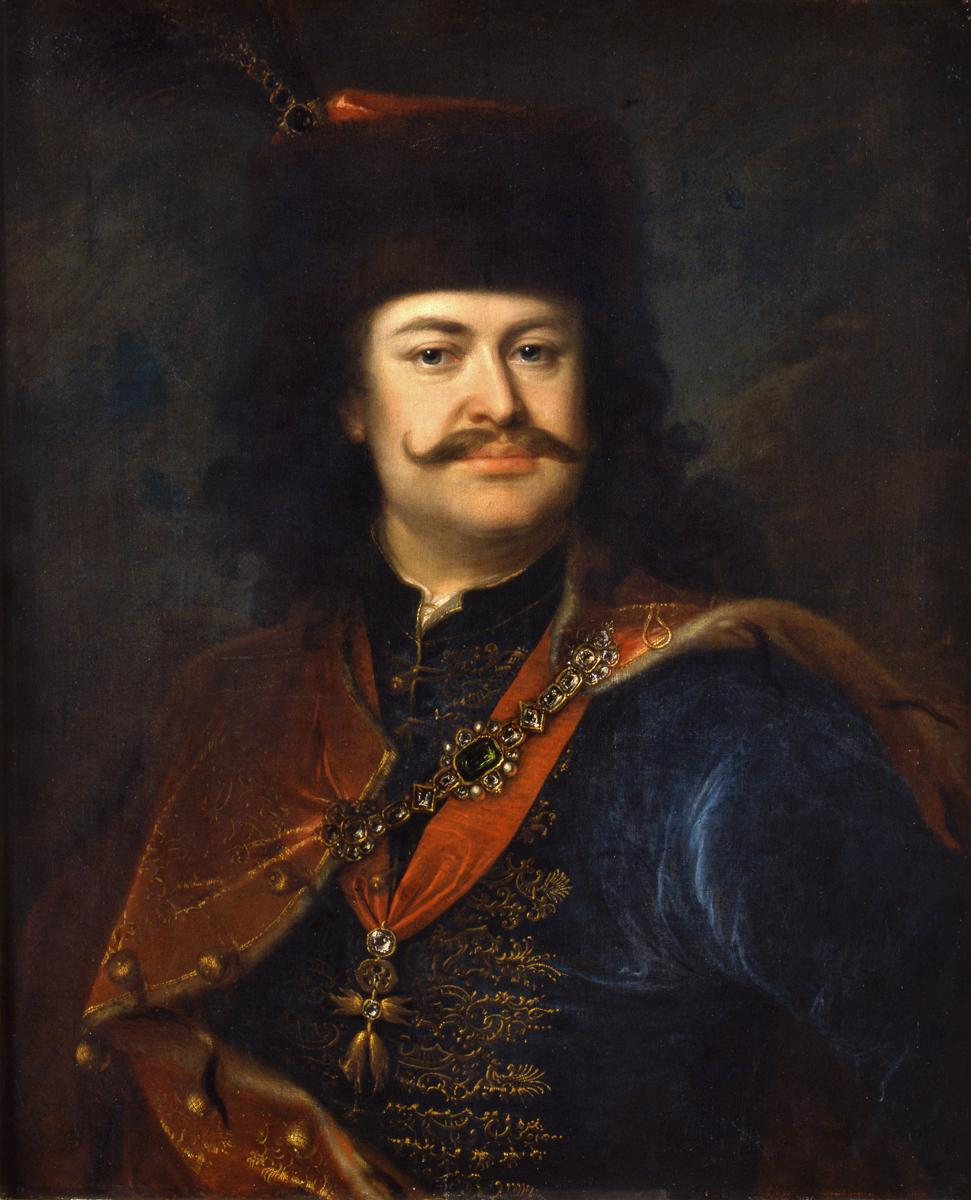
Prins monarch Frans II Rákóczi.
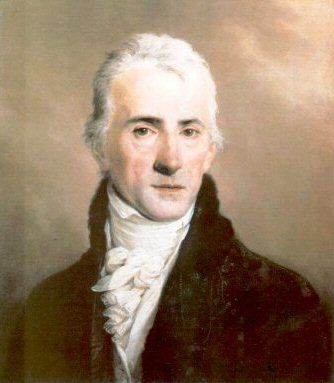
Taalkundige František Kazinci.
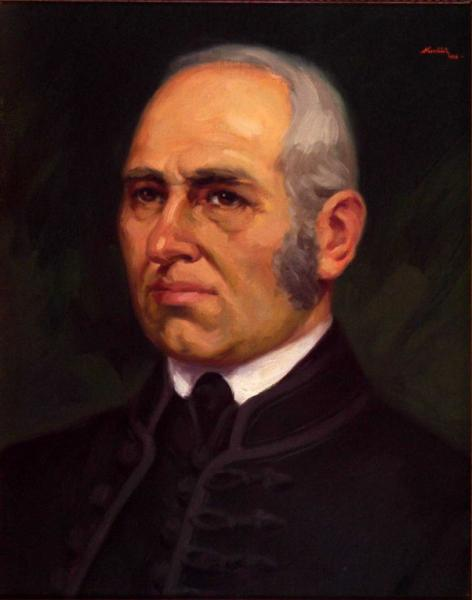
Schrijver en historicus Jonáš Záborský.
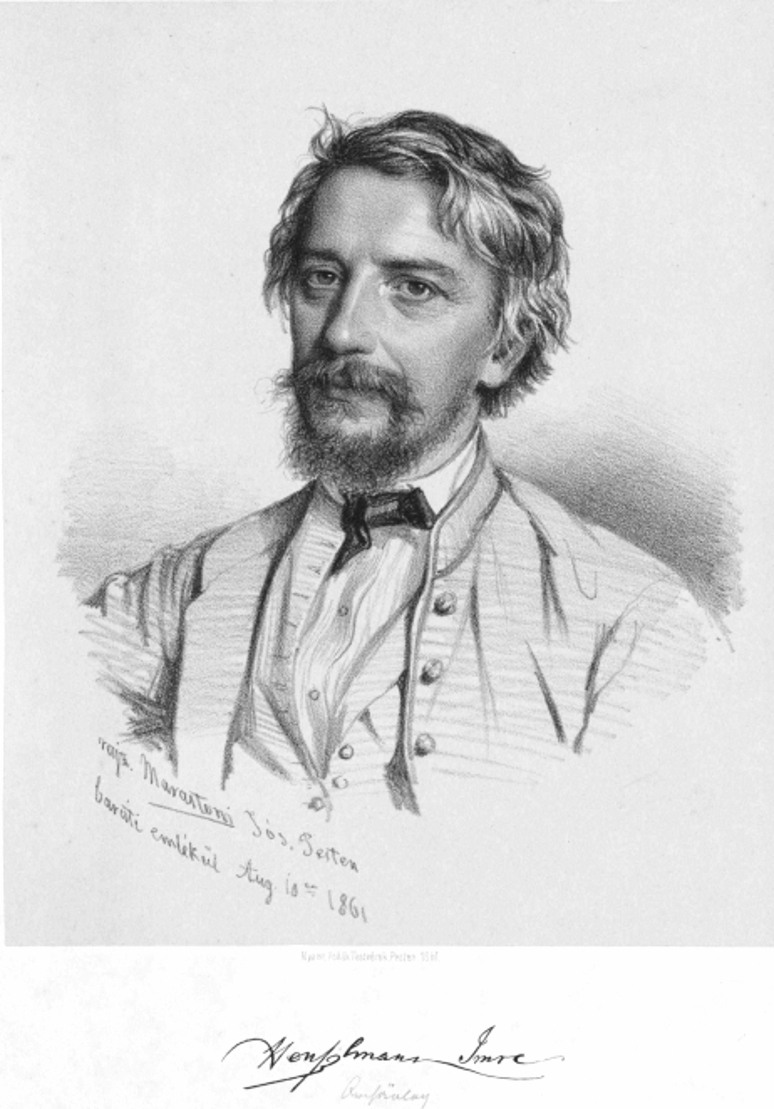
Architect Imre Henszlmann.
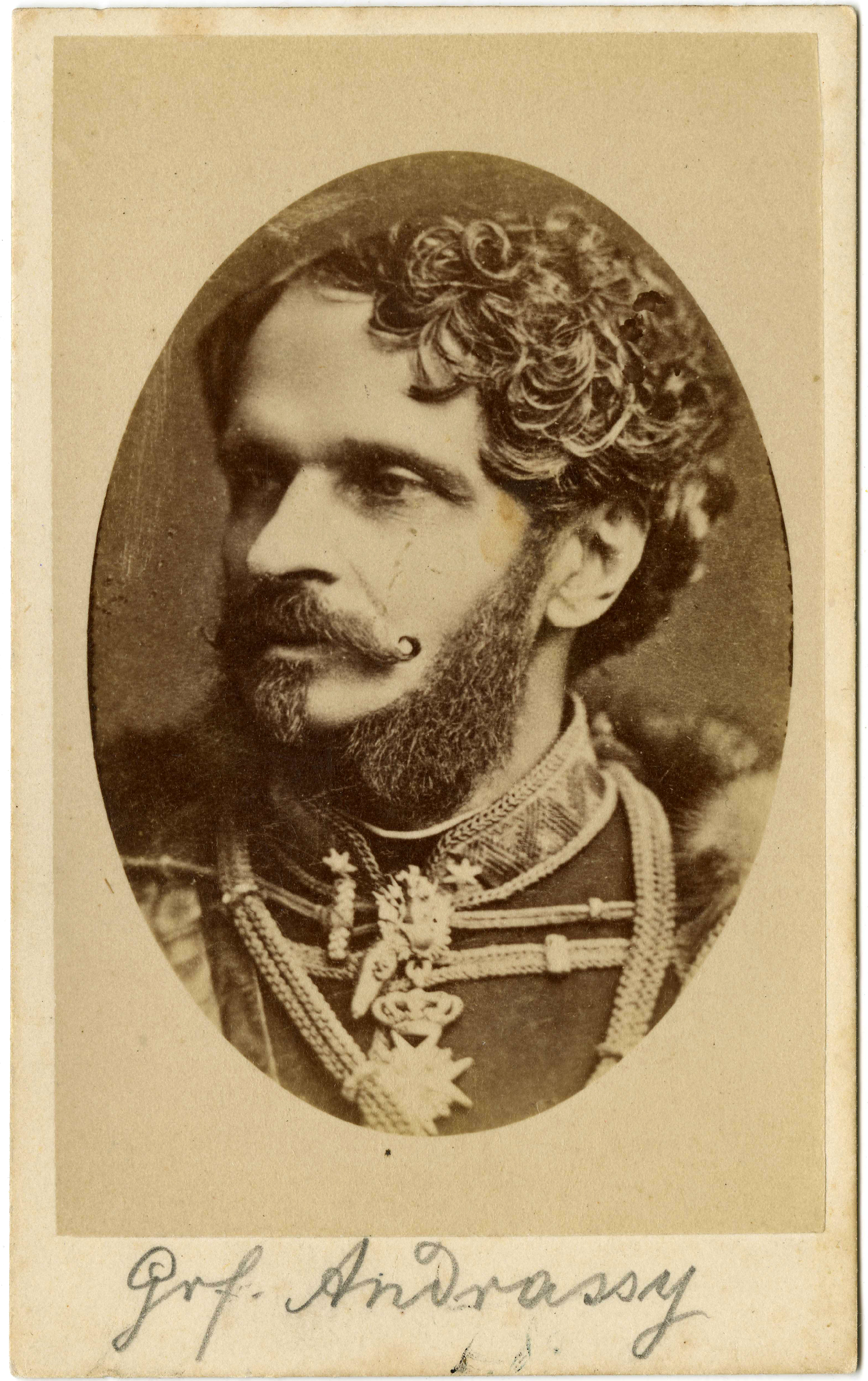
Eerste Minister Gyula Andrássy.
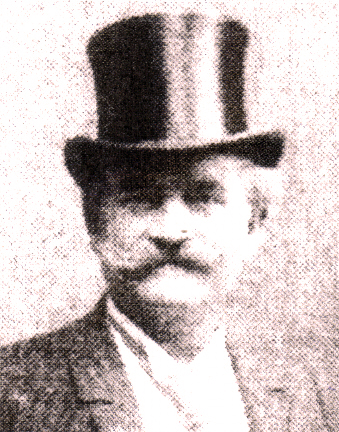
Architect Péter Jakab.
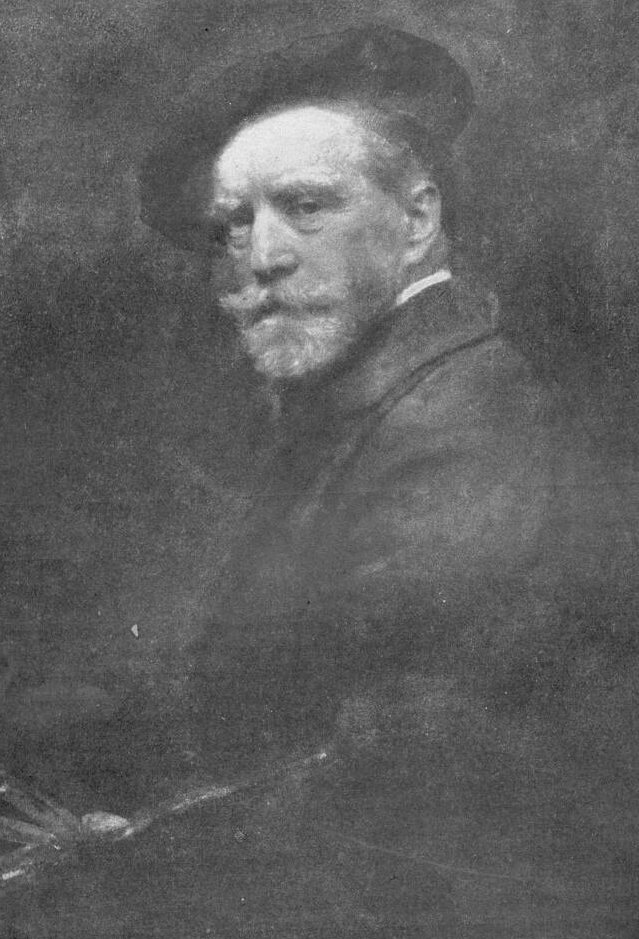
Schilder Leopold Horowitz.
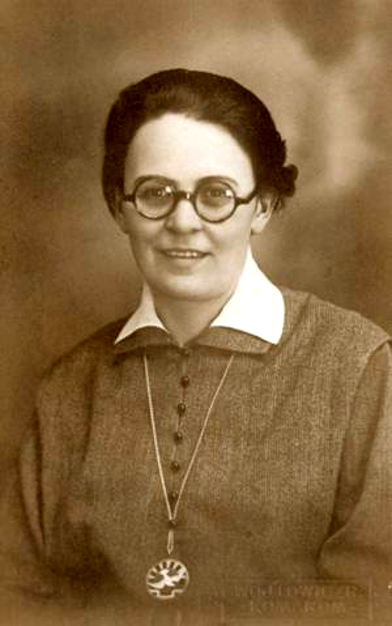
Martelares Sára Salkaházi.
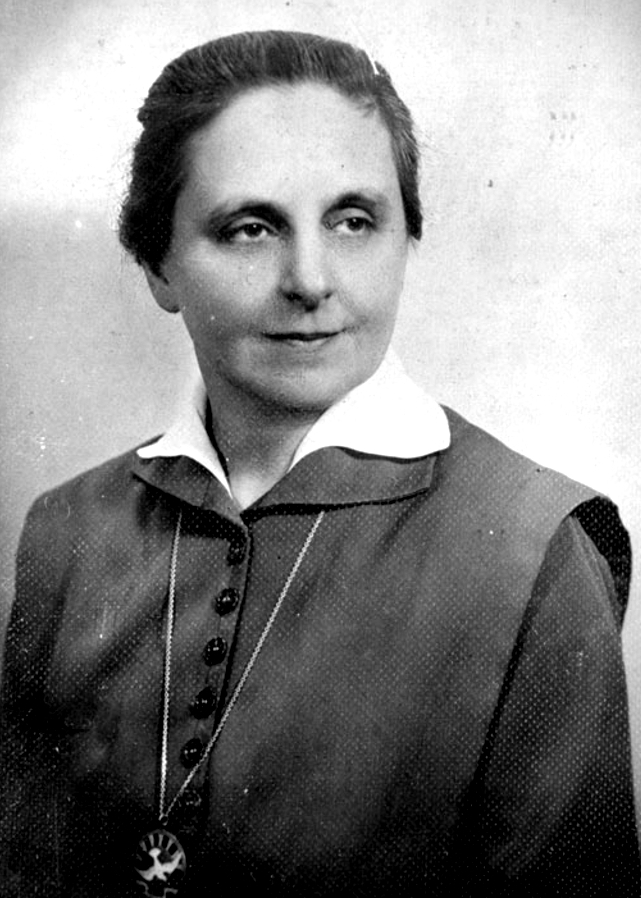
Stichteres van een kloosterorde: Slachta Margit.
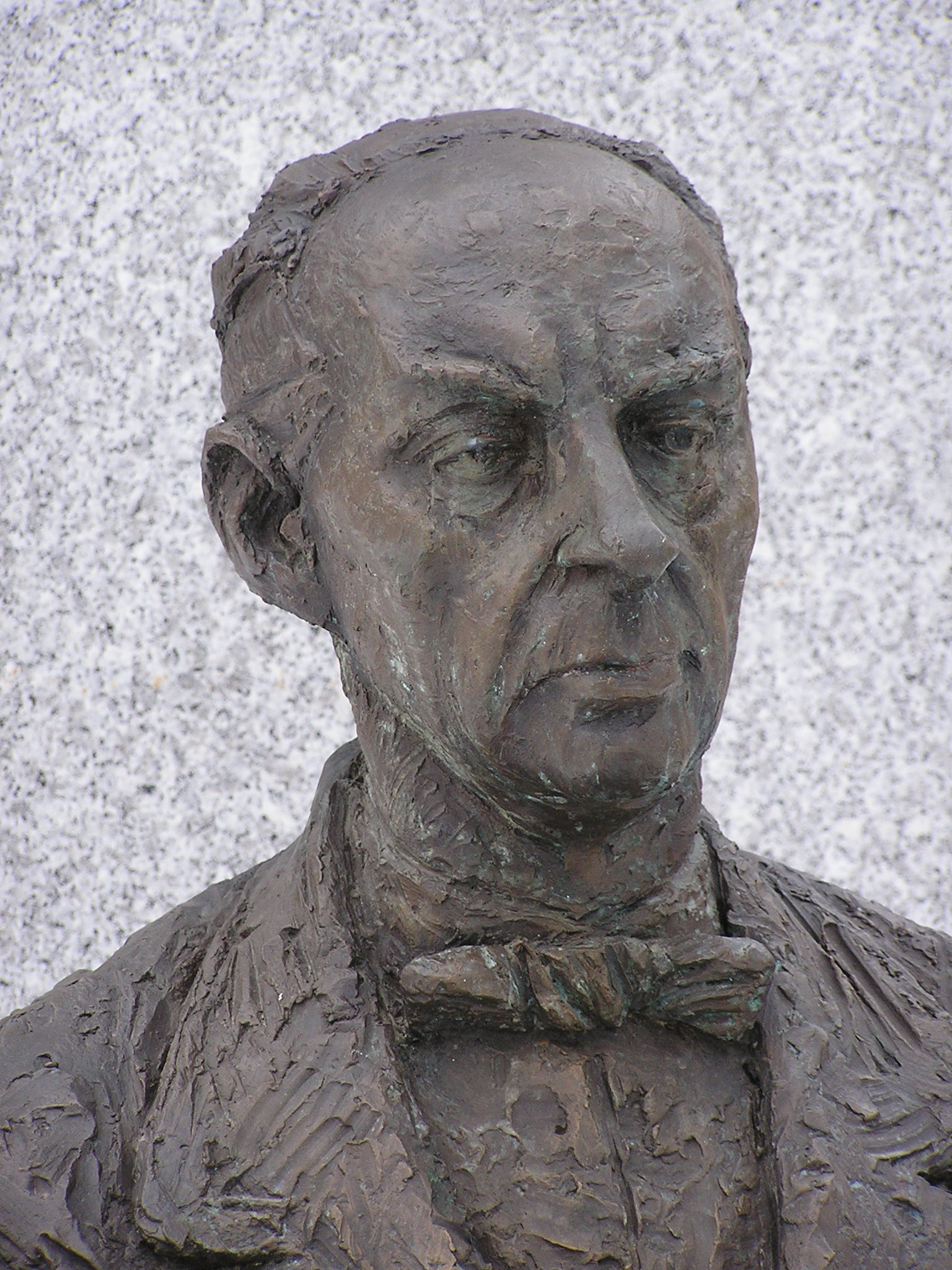
Schrijver Sándor Márai.
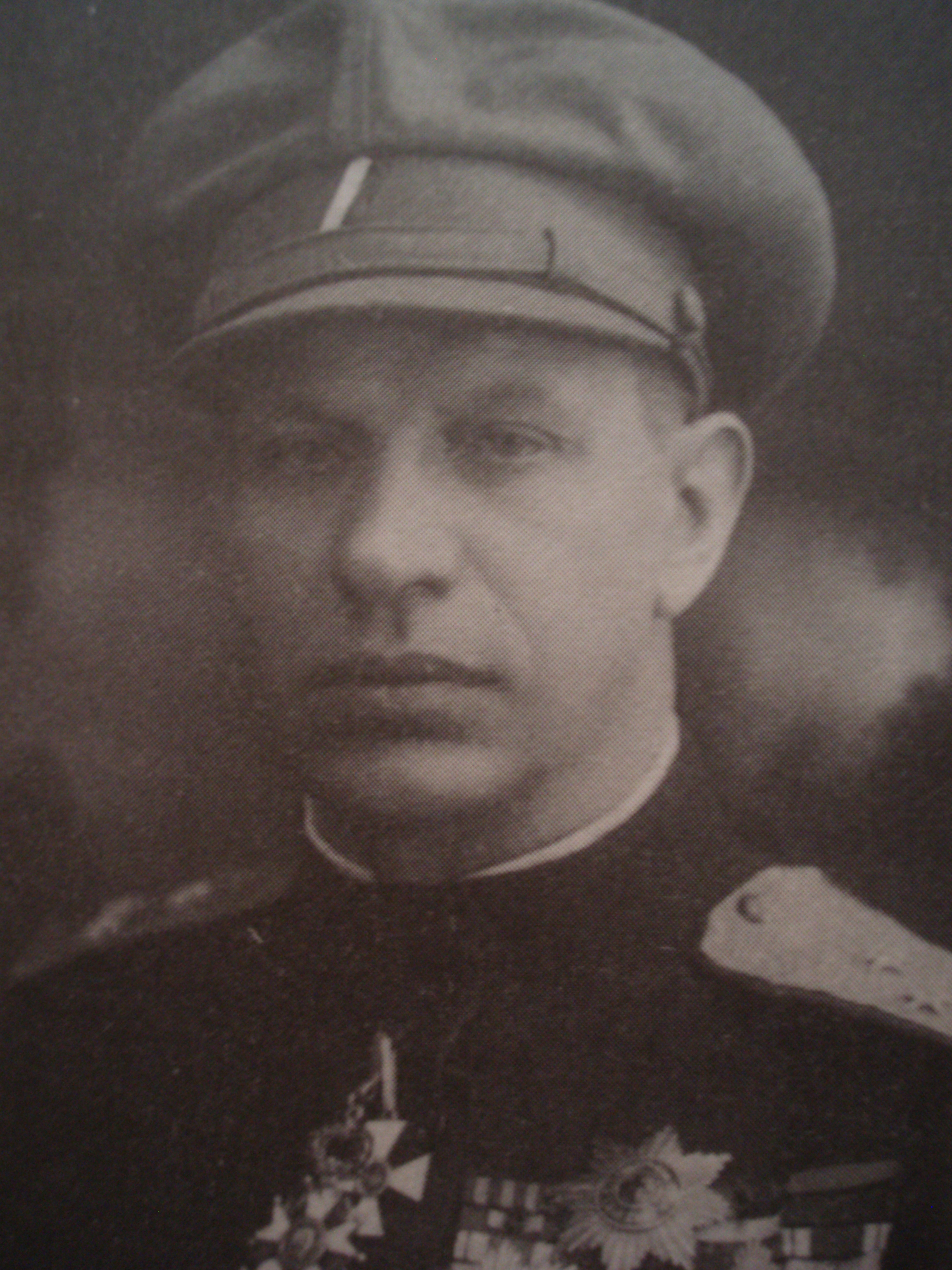
Generaal Radola Gajda.
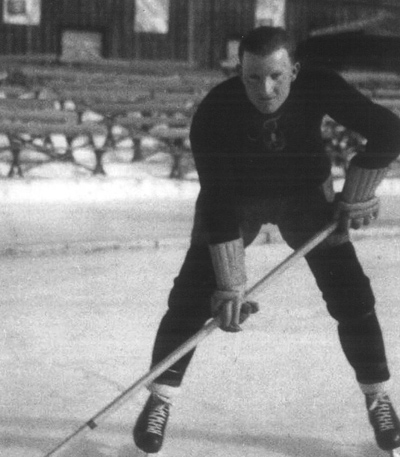
Hockeyspeler Ladislav Troják.
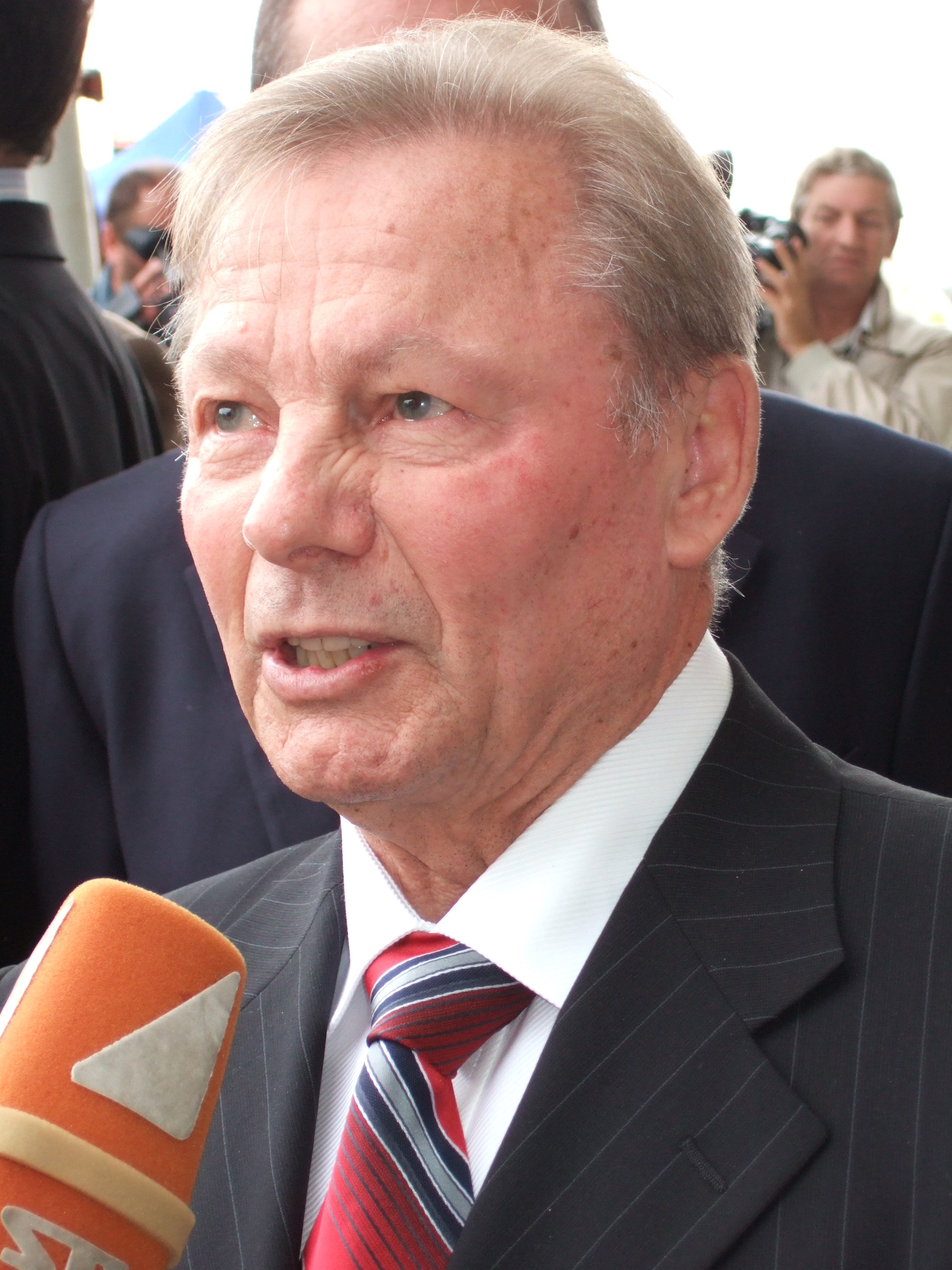
Oud-president van Slowakije: Rudolf Schuster.
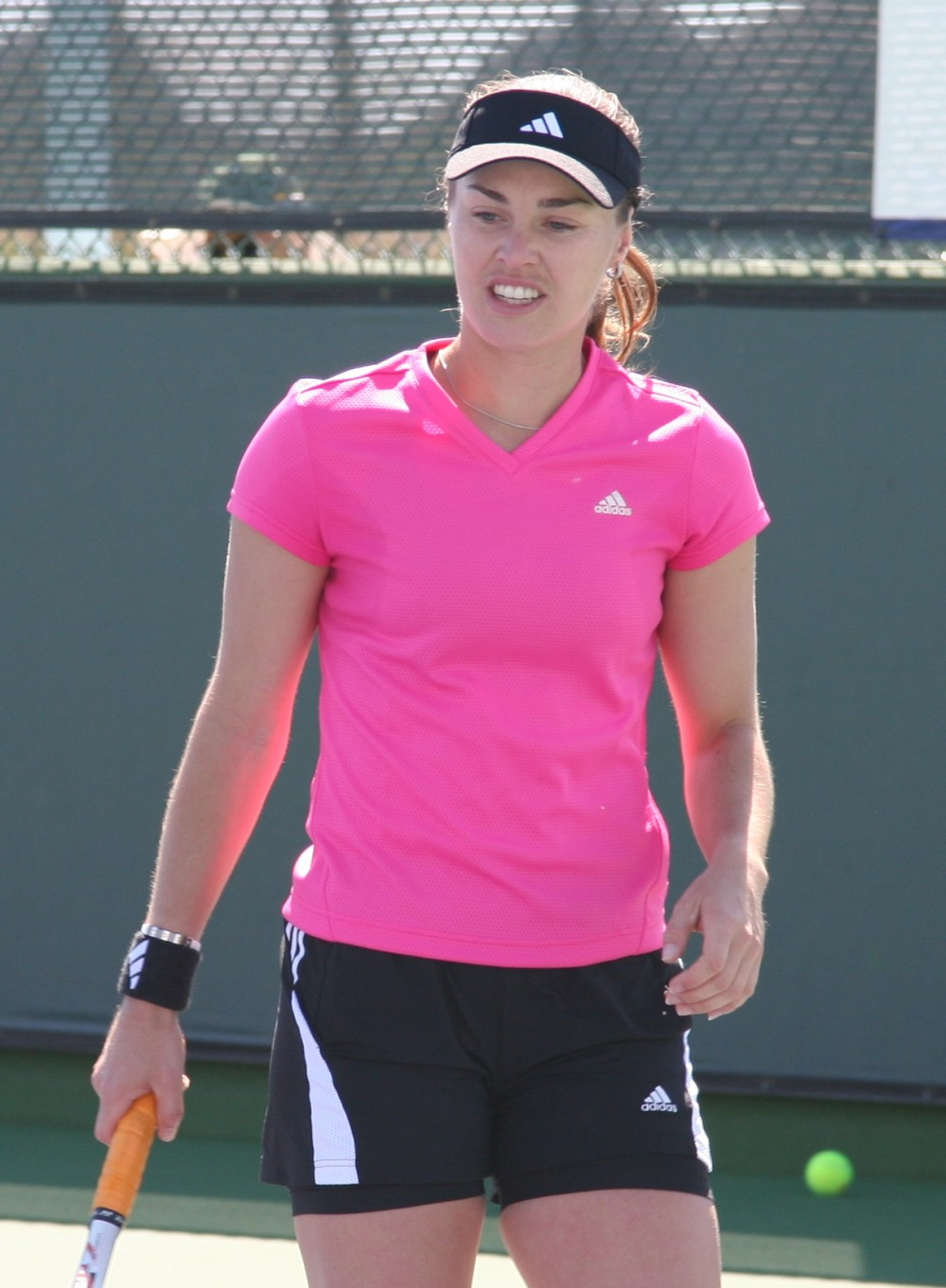
Tennisspeelster Martina Hingis.

## Geboren in Košice
- Anton Sztáray de Nagy-Mihaly (1740-1808). Hongaars legerleider.
- Gabriel Mikuláš Svajczer (1784-1845). Mijningenieur. Graaf van de Comoren.
- György Andrássy (°1797 †1872). Hongaars politicus en edelman, keizerlijk kamerheer, lid van de geheimraad.
- Imre Henszlmann (1813-1888). Archeoloog en architect. Leidde samen met Ignác Fábry de restauratie van de kathedraal van Košice.
- Manó Andrássy (1821-1891). Adellijk lid van het Hongaarse parlement. Autodidactisch schilder, karikaturist en kunstverzamelaar.
- Gyula Andrássy (1823-1890). Eerste Minister van het koninkrijk Hongarije en keizerlijk minister van buitenlandse zaken.
- Péter Jakab (1834-1903). Architect. Ondernemer van grote bouwprojecten in Košice.
- Leopold Horowitz (1838-1917). Hongaars schilder.
- Vojtech Gerster (1850-1923). Ontwerper van het Kanaal van Korinthe.
- Charles Roberts (1867-1957). Hongaars-Amerikaans componist.
- Margit Slachta (1884–1974). Hongaarse stichteres van een religieuze orde, onderwijzeres, politica.
- Béla Illés, (1895-1974). Hongaars schrijver.
- Ferenc Szálasi (1897-1946). Hongaars antisemitisch en fascistisch politicus.
- Sára Salkaházi (1899-1944). Hongaarse rooms-katholieke martelares, slachtoffer van het antisemitisme. "Rechtvaardige onder de Volkeren".
- Sándor Márai (1900-1989). Hongaars schrijver
- Vojtech Löffler (1906-1990). Beeldhouwer. Schonk aan de stad Košice een collectie kunstwerken (ondergebracht in het Vojtech Löffler Museum) en boeken.
- Géza von Radványi (1907-1986). Filmregisseur.
- Imre Németh (1917-1989). Hongaars kogelslingeraar en olympisch kampioen.
- Milan Munclinger (1923-1986). Fluitist, orkestleider, componist, musicoloog.
- Gyula Košice (1924-2016). Argentijnse lichtkunstenaar. Lichtshow.
- Věra Kubánková (1924-2016). Tsjechische actrice.
- Edith Eger (1927). Amerikaans psycholoog en auteur.
- Péter Bacsó (1928-2009). Hongaars filmregisseur.
- Waldemar Matuška (1932-2009). Tsjecho-Slowaaks zanger.
- Rudolf Schuster (1934). Burgemeester van Košice. Nadien, van 1999 tot 2004: president van Slowakije.
- Egon Steuer (1935). Basketbalspeler.
- Andrej Kvašňák (1936-2007). Voetballer.
- Štefan Roskoványi (1946-2002). Academisch kunstschilder. Geboren, leefde en woonde in Košice.
- Martin Fronc (1947). Politicus.
- Andrej Haščák (12-7-1950 - 1981). Slowaakse fotograaf en journalist.
- Imrich Lyócsa (1963). Boogschutter.
- Peter Dzúrik (1968-2010). Voetballer en voetbalcoach.
- Roman Trebatický (1969). IJshockeyspeler.
- Uršuľa Kovalyk (1969). Slowaakse kunstenares, schrijfster en sociale werkster.
- Ján Šipeky (1973). Wielrenner.
- Vladimír Janočko (1976). Voetballer.
- Jana Kolesárová (1976). Slowaakse actrice.
- Karol Kisel (1977). Voetballer.
- Ludmila Richterová (1977). Tennisspeelster.
- Maroš Kováč (1977). Wielrenner.
- Karol Kisel (1977). Voetballer.
- Kamil Čontofalský (1978). Voetballer.
- Ladislav Nagy (1979). IJshockeyspeler.
- Ján Kozák (1980). Voetballer.
- Martina Hingis (1980). Zwitserse Tennisspeelster.
- Radoslav Zabavník (1980). Voetballer.
- Ramón Sopko (1981). Beroepssporter: ijshockeyspeler.
- Marek Svatoš (1982). IJshockeyspeler.
- Jacqueline Belenyesiová (1985). Kunstschaatsster.
- Renata Karabova (1987). Inline-skater.
- Max Jason Mai (1988). Zanger.
- Milan Lalkovič (1992). Voetballer.
- Jana Čepelová (1993). Tennisster.
- Filip Lesniak (1996). Voetballer
- David Dobrik (1996). Youtuber.

## Anderen

### Kunstenaars
- Sebastiaan Tinódi Lantos (±1510-1556). Dichter, componist van liederen, luitspeler.
- Johannes Bocatius (1569-1621). Dichter, humanist, politicus. Gaf in Košice les vanaf 1599 en werd er burgemeester in 1603.
- Erasmus Schrött (1755-1804). Kunstschilder, graveur. Overleed in Košice.
- Gyula Benczúr (1846-1861). Kunstchilder.
- Eugène Deil (1846-1908). Dichter.
- Eugène Krón (1882-1974). Schilder.
- Szilárd Kővári - Kačmarik (1882-1916). Schilder.
- József Reményi (1887-1977). Beeldhouwer en graveur.
- Meister Alexander von Kaschau.
- Herta Ondušová-Victorin. Schilder.

### Religie
- Elisabeth van Thüringen (1207-1231). Patroonheilige van de kathedraal van Košice.
- Stephan Pongrácz (1582-1619). Martelaar. Gestorven in Košice.
- Melchior Grodziecki (1584-1619). Martelaar. Gestorven in Košice.
- Marko Krizin (1589-1619). Martelaar. Gestorven in Košice.
- Martelaren van Košice (†1619). Stierven de marteldood in Košice.
- Samuel Timon (1675-1736). Jezuïet, geschiedenisschrijver van de stad Košice. Overleed in Košice.
- Ignác Fábry (1792-1867). Rooms-katholieke bisschop. Leidde samen met Imre Henszlmann de restauratie van de kathedraal van Košice.
- Jonáš Záborský (1812-1876). Slowaakse predikant, dichter, schrijver en historicus. Werkte van 1843 tot 1850 in Košice als kapelaan.
- Zsigmond Bubics (1821-1907). Rooms-katholieke bisschop.

### Wetenschappers
- Stephanus Lapicidus (15e eeuw). Architect van de kathedraal van Košice van 1464 tot 1490.
- Georg Joachim von Lauchen (1514-1574). Wiskundige, cartograaf, medicus. Collega van Nicolaas Copernicus. Overleed in Košice.
- František Kazinci (1759-1831). Hongaarse edelman en taalkundige. Studeerde in Košice, en spande zich daar in, om de Hongaarse taal nieuw leven in te blazen.
- Imre Steindl (1839-1902). Architect. Hoogleraar. Renovatie van de kathedraal van Košice.

### Politici
- István Bocskai (1557-1606). Van 1604 tot 1606: leider van een opstand tegen de Habsburgers. In 1606 in Košice vermoord.
- Gabriël Bethlen (1580-1629). Bezette de stad Košice in september 1619.
- George II Rákóczi (1621-1660). Vorst van Zevenburgen.
- Sophia Báthory (1629-1680). Echtgenote van George II Rákóczi
- Helena Zrinska (1643-1703). Kroatische edelvrouw. Moeder van Frans II Rákóczi.
- Imre Thököly (1657-1705). Van 1682 tot 1685: vorst van Opper-Hongarije.
- Frans II Rákóczi (1676-1735). Leider van een opstand tegen de Habsburgers.